# Нова Мільча
Нова Мільча (біл. Новая Мільча) — село в Красненській сільраді Гомельського району Гомельської області Білорусі.

## Географія

### Розташування
За 3 км від західного краю Гомеля.

## Транспортна мережа
Транспортні зв'язки автошляхами, які відходять від Гомеля.
Планування квартальне, забудова цегляна і дерев'яна.

## Історія

### У складі Великого князівства Литовського
За письмовими джерелами відоме з XVIII століття як слобода в Речицькому повіті Мінського воєводства Великого князівства Литовського. Засноване переселенцями з села Стара Мільча.

### У складі Російської імперії
Після Першого поділу Речі Посполитої (1772) в складі Російської імперії. У 1788 році володіння фельдмаршала графа Петра Олександровича Рум'янцева-Задунайського. У 1816 році в складі Новіковської економії Гомельського маєтку Рум'янцевих, в Гомельській волості Белицького повіту Могильовської губернії. У 1834 році у володінні фельдмаршала князя Івана Федоровича Паскевича. У 1881 році працювали хлібозаготівельний магазин, млин, лавка. У 1909 році — старообрядницька церква.

### У складі БРСР (СРСР)
У 1926 році працювали поштове відділення, школа. У 1929 році організований колгосп «Авангард», діяв вітряк. З 1931 по 16 липня 1954 року центр Новомільчанської, потім Мільчанської сільради.

#### Німецько-радянська війна
Під час німецько-радянської війни 26 листопада 1943 року визволена від окупантів. 77 жителів загинули на фронті.

#### Післявоєнні роки
Центр Гомельської птахофабрики. Розташовані: павільйон районного комбінату побутового обслуговування, середня школа, клуб, бібліотека, дитячий сад, фельдшерсько-акушерський пункт, відділення зв'язку, їдальня, 2 магазини.

## Населення

### Чисельність
- 2004 — 251 господарство, 794 жителі.